# Saint-Christoly-de-Blaye
Saint-Christoly-de-Blaye es una población y comuna francesa, situada en la región de Aquitania, departamento de Gironda. Produce vinos de la AOC Blaye.

## Demografía
| 1 616 | 1 621 | 1 687 | 1 733 | 1 765 | 1 771 |
| Para los censos de 1962 a 1999 la población legal corresponde a la población sin duplicidades (Fuente: INSEE [Consultar]) |       |       |       |       |       |